# Michaił Skorodumow
Michaił Fiodorowicz Skorodumow, ros. Михаил Федорович Скородумов (ur. 1892, zm. 15 listopada 1963 w Los Angeles) – rosyjski carski wojskowy, dowódca Rosyjskiego Korpusu Ochronnego na Bałkanach podczas II wojny światowej.

## Życiorys
Ukończył 1 Korpus Kadetów, a następnie Pawłowską Szkołę Wojskową w 1912 r. w stopniu podporucznika.
Po wybuchu I wojny światowej w 1914 r. wyruszył na front. Odznaczono go Orderem św. Włodzimierza za odwagę w bitwie, podczas której został ciężko ranny. W rezultacie musiał odejść z armii. Zabiegał jednak silnie o przywrócenie go do służby wojskowej, do czego ostatecznie doszło. W wyniku kolejnych walk dostał się w 1915 r. do niewoli niemieckiej. Po 7-miesięcznym pobycie w obozie jenieckim (3 razy próbował bez rezultatu uciec) powrócił do Petersburga w wyniku wymiany jeńców. Otrzymał za odwagę Krzyż św. Jerzego.
Po przejęciu władzy przez bolszewików w 1917 r., przyłączył się do podziemnej antybolszewickiej organizacji oficerskiej. Kiedy wykryli ją czerwoni dołączył do Armii Ochotniczej gen. Antona Denikina działającej na południu Rosji. Został ranny podczas oblężenia Kijowa w 1919 r. Następnie przeszedł do armii gen. Piotra Wrangla na Krymie. Po jej klęsce ewakuował się wraz z innymi Białymi do Gallipoli w Turcji, a stamtąd do Bułgarii. Następnie wraz z gen. Aleksandrem Kutiepowem wyjechał do Jugosławii, gdzie ufundował pomnik ku czci poległym żołnierzom rosyjskim podczas I wojny światowej.
Po najeździe Niemiec na Jugosławię w kwietniu 1941 r., zaproponował okupantom sformowanie "Oddzielnego Rosyjskiego Korpusu" spośród białych emigrantów rosyjskich w celu obrony lokalnej społeczności rosyjskiej przeciw komunistycznej partyzantce. Miał nadzieję, że w przyszłości Korpus będzie wysłany do walki przeciw ZSRR, gdzie zapoczątkowałby antykomunistyczny ruch wyzwoleńczy. Niemieckie władze okupacyjne zaaprobowały mianowanie go 12 września na dowódcę Korpusu, ale już 3 dni później został aresztowany przez Gestapo za proklamowanie niezależności swojej formacji. Na jego miejsce mianowano gen. Borysa A. Sztejfona. Po wypuszczeniu na wolność demonstracyjnie odmówił powrotu do Korpusu i zaczął pracować jako czyściciel butów. Ostatecznie w 1944 r. wstąpił do Korpusu jako szeregowy. Pod koniec wojny przedostał się do Austrii w celu ochrony swojej rodziny przed komunistami. Następnie wyjechał do USA i pomagał weteranom Korpusu otrzymać status displaced persons. Zmarł w Los Angeles 15 listopada 1963 r. i został pochowany na cmentarzu w Hollywood.